# Maculabatis pastinacoides

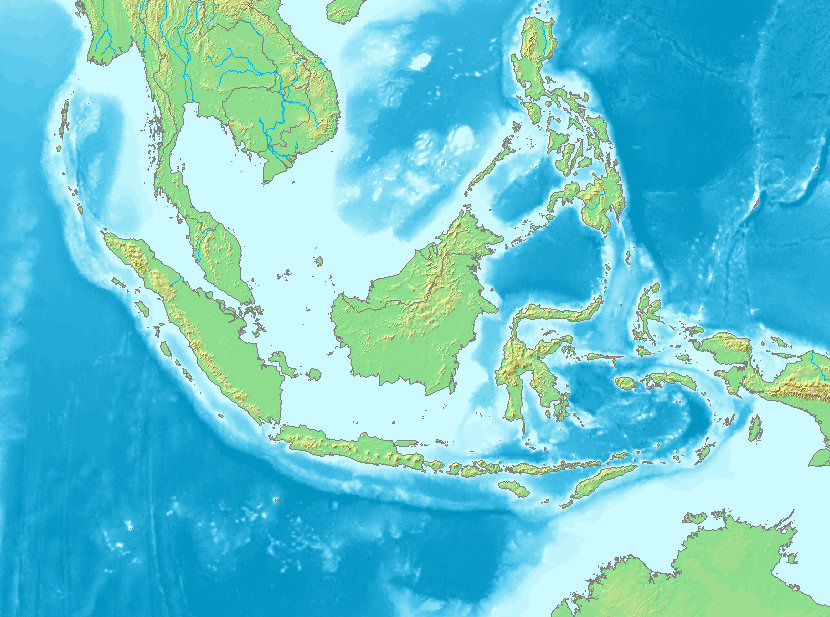
Arquipélago Malaio.

A Maculabatis pastinacoides é uma espécie de arraia da família Dasyatidae. As populações dessa arraia estão localizadas principalmente no Arquipélago Malaio, mais especificamente em partes de Brunei Darussalam, Indonésia, Malásia, Myanmar, Cingapura e Tailândia. Também existe a possibilidade de que essa espécie de arraia exista em áreas de Bangladesh e Sri Lanka. Em 2004, a Maculabatis pastinacoides foi avaliada pela Lista Vermelha da IUCN e considerada uma espécie vulnerável. A avaliação mais recente, em 2020, determinou que essa espécie está em perigo de extinção. Embora não haja dados acumulados para identificar o tamanho da população de Maculabatis pastinacoides especificamente, os dados coletados sobre espécies semelhantes na área do Arquipélago Malaio indicam um declínio na população de Maculabatis pastinacoides.

## Habitat
A Maculabatis pastinacoides prefere viver próximo ao assoalho no Oceano Indo-Pacífico. Eles podem ser encontrados em águas superficiais até uma profundidade máxima de 60 m.

## Morfologia e comportamento
Elas dão à luz filhotes vivos, com o tamanho da prole ao nascer variando de 15 a 16 cm de largura de disco. Os machos atingem a maturidade quando têm 43-46 cm de largura de disco, enquanto as fêmeas não são consideradas maduras até que tenham aproximadamente 58 cm de largura de disco. Um adulto pode atingir um tamanho máximo de 86 cm de largura de disco. Elas se reproduzem acalasando-se com um abraço. Essa espécie tem o potencial de reproduzir apenas um filhote por ninhada, com cada geração vivendo por cerca de 20 anos.

## Intervenção humana
Elas são capturadas como fauna acompanhante em pescarias de grande e pequena escala. Embora não existam esforços de conservação para a preservação e/ou restauração de Maculabatis pastinacoides, há medidas em vigor para limitar a captura excessiva de grandes pescarias. Isso, por sua vez, poderia ajudar as arraias que são capturadas como subproduto das operações de pesca na área a terem a chance de se recuperar em suas populações.